# 北村まあさ
北村 まあさ（きたむら まあさ、1988年5月19日 - ）は、日本のフリーアナウンサー。神奈川県出身。FIRST AGENT所属。

## 略歴
2011年4月、テレビ金沢に入社、2015年10月退社。同年11月より生島企画室（現在のFIRST AGENT）に所属した。学生時代はバレーボール部に所属した。身長169cm。イラストや絵を得意としており、番組内で披露することもある。

## 出演

### テレビ番組
- となりのテレ金ちゃん[1]（2013年4月 - 2015年） - MC
- 北國新聞ニュース
- テレビ金沢ニュース
- ワールドビジネスサテライト「トレンドたまご」コーナー（2016年4月[3] - 2021年3月25日、テレビ東京）※担当期間中は片渕茜が代演することがあった。
  - 月・火・水曜担当（2016年4月4日 - 11月2日）
  - 水・木・金曜担当（2016年11月9日 - 2020年3月27日）
- 超問クイズ! 真実か?ウソか?（2018年7月27日 - 2019年9月13日、日本テレビ） - リポーター
- NIKKEI 日曜サロン（2023年4月2日 - 、BSテレ東） - サブキャスター[4]

### テレビドラマ
- ウルトラマンブレーザー（2023年7月8日・8月12日、テレビ東京） - リポーター、キヨシマダイラレイコ 役

### ラジオ
- まとめて!土曜日（2017年4月1日 - 、TBSラジオ）
- ジェーンスー生活は踊る (2025年1月30日) 近藤夏子の代打パートナー